# Верховный Совет Республики Таджикистан
Верхо́вный Сове́т Респу́блики Таджикиста́н (тадж. Шӯрои Олии Ҷумҳурии Тоҷикистон) — высший законодательный и представительный орган государственной власти Республики Таджикистан с момента обретения независимости 9 сентября 1991 года по 25 февраля 1995 года — до проведения первых в истории независимого Таджикистана парламентских выборов и учреждения нового национального парламента — Маджлиси Оли (Высшего собрания) Республики Таджикистан — однопалатного парламента (стал двухпалатным по итогам конституционного референдума 1999 года). Верховный Совет Республики Таджикистан являлся однопалатным. Известен как парламент, который объявил о независимости Таджикистана 9 сентября 1991 года. Также в истории известен как важный правительственный орган в период первого и самого ожесточённого периода гражданской войны в Таджикистане. 
К моменту объявления о независимости Таджикистана 9 сентября 1991 года, председателем Верховного Совета Таджикистана являлся Кадриддин Аслонов. С момента обретения независимости и до 20 ноября 1992 года председатель Верховного Совета Республики Таджикистан являлся фактически третьим человеком в государстве (после президента и вице-президента). В результате острых дебатов и противостояний, 20 ноября 1992 года должности президента и вице-президента Республики Таджикистан были упразднены из-за политических разногласий и начала гражданской войны. Полномочия президента были возложены на председателя Верховного Совета Республики Таджикистан, и Таджикистан превращен из президентской республики в парламентскую республику. Таким образом, председатель республиканского парламента становился фактически руководителем и первым человеком в стране. В тот же день, на сессии Верховного Совета Республики Таджикистан беспартийный кандидат Эмомали Рахмонов был избран новым председателем Верховного Совета Республики Таджикистан и фактическим руководителем республики в качестве компромиссной кандидатуры между противоборствующими сторонами. В начале ноября 1994 года должность президента Республики Таджикистан была восстановлена, и на президентских выборах 6 ноября 1994 года победил тот же Эмомали Рахмонов (в качестве беспартийного кандидата) с 59,5 % голосов. 26 февраля (первый тур) и 12 марта (второй тур) 1995 года состоялись первые в истории независимого Таджикистана парламентские выборы, уже в новый национальный парламент независимого Таджикистана — в Маджлиси Оли (Высшего собрания) Республики Таджикистан — однопалатного парламента (стал двухпалатным по итогам конституционного референдума 1999 года).

## Председатели Верховного Совета Республики Таджикистан
- Кадриддин Аслонов[1] (с 9 сентября 1991 года по 23 сентября 1991 года)
- Рахмон Набиев (с 23 сентября пр 2 декабря 1991 года)
- Сафарали Кенджаев (с 2 декабря 1991 года по 22 апреля 1992 года)
- Акбаршо Искандаров (с 11 августа по 19 ноября 1992 года)
- Эмомали Рахмонов (c 20 ноября 1992 года по 16 ноября 1994 года)